# Kaibutsu
Kaibutsu er en japansk film fra 2023 instrueret af Hirokazu Kore-eda.

## Medvirkende
- Sakura Andō som Saori Mugino
- Eita Nagayama som Michitoshi Hori
- Sōya Kurokawa som Minato Mugino
- Hinata Hiiragi som Yori Hoshikawa
- Mitsuki Takahata som Hirona Suzumura
- Akihiro Tsunoda som Humiaki Shoda
- Nakamura Shidō II som Kiyotaka Hoshikawa
- Yūko Tanaka som Makiko Fushimi